# ブリタニア王立海軍兵学校
ブリタニア王立海軍兵学校（Britannia Royal Naval College）は、イギリス海軍の士官学校。所在地のデヴォン州ダートマスから「ダートマス」と呼ばれる。

## 概要
1863年、ダートマスで海軍士官の養成が開始された。それ以前はポーツマスで士官の養成が行われていた。
1905年、王立海軍兵学校（Royal Naval College）として開校。
イギリス海軍の艦船名にちなんでブリタニア（HMS Britannia）とも呼ばれていたため、1953年にブリタニア王立海軍兵学校（Britannia Royal Naval College）に変更された。これは、王室専用ヨットにブリタニアの名称が使われたことによる。
現在、ダートマス川に係留されているサンダウン級掃海艇を実習船として使用している。
王室関係者が入校することも多く、ジョージ5世やジョージ6世、エディンバラ公フィリップ、チャールズ3世、アンドルー王子も入校している。ただし王族ということでの特別待遇はなく、むしろ一般の学生以上に上級生から厳しい制裁をうけることもあった（エドワード8世 (イギリス王)#教育を参照）。